# Valkeinen (sjö i Leppävirta, Norra Savolax)
Valkeinen är en sjö i kommunen Leppävirta i landskapet Norra Savolax i Finland. Sjön ligger 114 meter över havet. Den är 20 meter djup. Arean är 61 hektar och strandlinjen är 5,4 kilometer lång. Sjön  ingår i Vuoksens huvudavrinningsområde.   Den ligger omkring 39 kilometer sydöst om Kuopio och omkring 310 kilometer nordöst om Helsingfors. 